# Sporting Bissau
Sporting Bissau – klub piłkarski z Gwinei Bissau, mający siedzibę w stolicy Bissau na zachodzie kraju.

## Historia
Chronologia nazw:
- 1935: Sporting Bissau

Klub piłkarski Sporting Bissau został założony w mieście Bissau 30 stycznia 1936 roku, jako filia lizbońskiego Sporting Clube de Portugal. Od klubu macierzystego Sporting Bissau przejął herb (lew na zielonej tarczy), zielono-białe barwy oraz pasiaste stroje. W epoce kolonialnej klub rywalizował czterokrotnie w Pucharze Portugalii, dwukrotnie osiągnął 1/8 finału w 1967 roku przegrywając z SC Beira Mar i SC Braga w 1970 roku. W 1972 dotarł do rundy czwartej, gdzie przegrał z UD Sintrense, a w 1974 roku, które były jego ostatnim występem dotarł do rundy piątej, gdzie został pokonany przez Oriental Lizbona. Po tym jak w 1974 Portugalia uznała niepodległość Gwinei Bissau, w następnym 1975 roku organizowano pierwsze mistrzostwa krajowe. W sezonie 1975 zespół startował w rozgrywkach Campeonato Nacional da Guiné-Bissau, a w 1983 zdobył swój pierwszy tytuł mistrzowski. Rok wcześniej w 1982 zdobył Puchar Gwinei Bissau.

## Sukcesy

### Trofea krajowe
| \| \| Zdobyte trofea w rozgrywkach Gwinei Bissau (stan na: 12-04-2023) \| |                                                                  |      |                                                                                    |
| Rozgrywki                                                                 | Osiągnięcie                                                      | Razy | Sezon(y)                                                                           |
| Mistrzostwo                                                               | I miejsce                                                        | 14   | 1983, 1984, 1986, 1991, 1992, 1994, 1997, 1998, 2000, 2002, 2004, 2005, 2007, 2021 |
| Mistrzostwo                                                               | II miejsce                                                       | ?    |                                                                                    |
| Mistrzostwo                                                               | III miejsce                                                      | ?    |                                                                                    |
| Puchar                                                                    | zdobywca                                                         | 6    | 1976, 1982, 1986, 1987, 1991, 2005                                                 |
| Puchar                                                                    | finalista                                                        | 2+   | 1994, 2004                                                                         |
| Superpuchar                                                               | zdobywca                                                         | 2    | 2004, 2005                                                                         |
| Superpuchar                                                               | finalista                                                        | 0    |                                                                                    |
| Gwinea Bissau                                                             | Zdobyte trofea w rozgrywkach Gwinei Bissau (stan na: 12-04-2023) |      |                                                                                    |

## Występy w rozgrywkachCAF
Legenda do wszystkich tabel:
- Q – runda eliminacyjna, 1/16, 1/8, 1/4, 1/2 – odpowiednia faza rozgrywek, Grupa – runda grupowa, 1r gr – pierwsza runda grupowa, 2r gr – druga runda grupowa, F – finał, R – runda, PO – play-off
- k. – rzuty karne, los. – losowanie, Dogr. – dogrywka, w. – zasada bramek strzelonych na wyjeździe

| Sezon | Rozgrywki                 | Runda | Klub                    | Dom    | Wyjazd | Ogólnie  |
| ----- | ------------------------- | ----- | ----------------------- | ------ | ------ | -------- |
| 1997  | Puchar Zdobywców Pucharów | R1    | Cedar United            | 1–0    | 1–1    | 2–1      |
| 1997  | Puchar Zdobywców Pucharów | R2    | Canon Jaunde            | 0–4    | 1–7    | 1–11     |
| 1984  | Puchar Mistrzów Krajowych | Q     | Real Bandżul            | 2–0    | 0–0    | 2–0      |
| 1984  | Puchar Mistrzów Krajowych | R1    | Hafia FC                | wycof. | wycof. | wycof.   |
| 1984  | Puchar Mistrzów Krajowych | R2    | JS Kabylie              | wycof. | wycof. | wycof.   |
| 1985  | Puchar Mistrzów Krajowych | Q     | AS Garde Nationale      | 1–2    | 1–0    | 2–2 (w.) |
| 1987  | Puchar Mistrzów Krajowych | Q     | Old Edwardians          | wycof. | wycof. | wycof.   |
| 1987  | Puchar Mistrzów Krajowych | R1    | Asante Kotoko           | wycof. | wycof. | wycof.   |
| 1993  | Puchar Mistrzów Krajowych | R1    | Étoile Filante Wagadugu | wycof. | wycof. | wycof.   |
| 2000  | Liga Mistrzów             | Q     | Horoya AC               | 1–1    | 0–2    | 1–3      |
| 2008  | Liga Mistrzów             | Q     | Olympique Khouribga     | 0–2    | 2–0    | 2–2 (w.) |

## Występy w rozgrywkachWAFU
| Sezon | Rozgrywki           | Runda | Klub          | Dom | Wyjazd | Ogólnie |
| ----- | ------------------- | ----- | ------------- | --- | ------ | ------- |
| 1986  | Klubowy Puchar WAFU | Q     | SEIB Djourbel | 0–0 | 0–3    | 0–3     |

## Stadion
Klub rozgrywa swoje mecze domowe na stadionie Estádio 24 de Setembro w Bissau, który może pomieścić 20000 widzów.